# Decemberkompromissen
Decemberkompromissen var en överenskommelse mellan LO och SAF i december 1906, då arbetsgivarens rätt att leda och fördela arbetet och att fritt anställa och avskeda fastställdes. Överenskommelsen tillkom i en såväl internationellt som nationellt sett turbulent tid med starka motsättningar mellan arbetstagare och arbetsgivare. Utöver ett erkännande av arbetsgivarens rätt att leda och fördela arbetet och att fritt anställa och avskeda, innebar decemberkompromissen också att arbetsgivarna förband sig att respektera arbetarnas rätt att organisera sig.
I efterhand ledde överenskommelsen till interna motsättningar bland arbetsgivarna, där en falang ansåg att dess konsekvenser i några lokala konflikter visat att SAF gjort för stora medgivanden gentemot LO-sidan. Det ledde till ett skifte i SAF-ledningen i maj 1907, då ordföranden Gustaf Fredrik Östberg ersattes av Hjalmar von Sydow.
Under storstrejken 1909 anklagade båda parterna varandra för att ha brutit mot decemberkompromissen, som efter detta år i praktiken var överspelad. Efter 1909 rådde ända till Saltsjöbadsavtalet 1938 ett avtalslöst tillstånd mellan de båda huvudorganisationerna. Arbetsgivarna fortsatte dock att teckna kollektivavtal med de fackliga organisationerna istället för att försöka krossa dem.